# 23e Panzerdivision
Pour les articles homonymes, voir 23e division.
La 23e Panzer-Division était une division blindée de la Wehrmacht durant la Seconde Guerre mondiale. Elle a été créée en septembre 1941 en France.
Elle combat uniquement sur le front de l'est, dans le Caucase en 1942, puis participe à la défense de l'Ukraine de 1943 à 1944, en juillet 1944 elle se bat en Pologne, puis en Hongrie, et est défaite en Autriche au printemps 1945.

## Emblèmes divisionnaires

Insigne de la 23e Panzerdivision
Variante
Variante

## Histoire

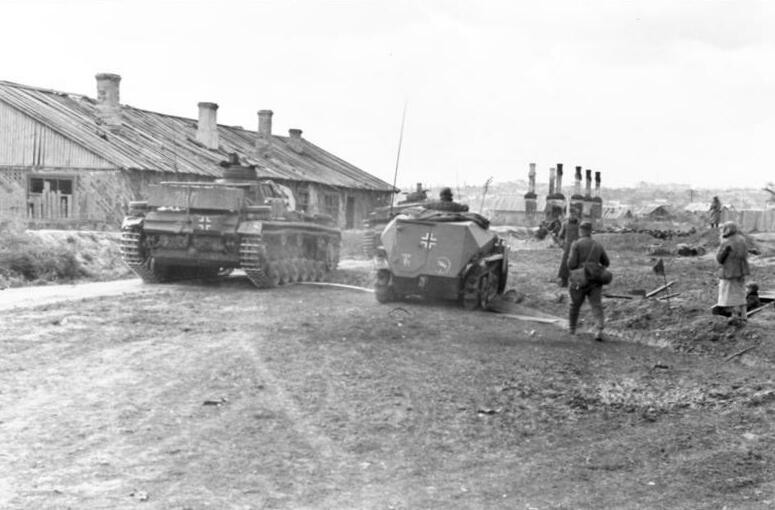
Véhicules de la 23e Panzerdivision près de Stalingrad, 21 juin 1942

La 23. Panzer-Division, également appelée Eiffelturm-Division (« division Tour Eiffel »), a été formée en France en 1941 par Hans von Boineburg-Lengsfeld.
En avril 1942 elle est transférée à la partie sud du front de l'Est, où elle prend part à la seconde bataille de Kharkov, à l'opération Edelweiss contre le Caucase puis à l’opération Wintergewitter, destinée à libérer les troupes assiégées à Stalingrad (décembre 1942), où elle est anéantie en perdant 90 % de ses chars.
Gardée à l'arrière du Mious comme réserve du Groupe d'armées Sud pendant la bataille de Koursk, elle est amenée à s'opposer à la contre-offensive soviétique qui suit l'opération allemande.
Elle bat en retraite à travers l'Ukraine et la Pologne jusqu'en octobre 1944, date à laquelle elle est envoyée en Hongrie.
Elle combat en Hongrie et en Slovaquie avant d'être détruite par l'Armée rouge en Autriche.

## Commandants
| Début             | Fin               | Grade                     | Nom                                   |
| ----------------- | ----------------- | ------------------------- | ------------------------------------- |
| 25 septembre 1941 | 16 novembre 1941  | Generalleutnant           | Hans Freiherr von Boineburg-Lengsfeld |
| 16 novembre 1941  | 22 novembre 1941  | Generalmajor              | Heinz-Joachim Werner-Ehrenfeucht      |
| 22 novembre 1941  | 20 juillet 1942   | Generalleutnant           | Hans Freiherr von Boineburg-Lengsfeld |
| 20 juillet 1942   | 26 août 1942      | Generalmajor              | Erwin Mack (de)                       |
| 26 août 1942      | 26 décembre 1942  | Generalleutnant           | Hans Freiherr von Boineburg-Lengsfeld |
| 26 décembre 1942  | 25 octobre 1943   | General der Panzertruppen | Nikolaus von Vormann                  |
| 25 octobre 1943   | 1er novembre 1943 | Generalmajor              | Ewald Kräber                          |
| 1er novembre 1943 | 18 novembre 1943  | Generalmajor              | Heinz-Joachim Werner-Ehrenfeucht      |
| 18 novembre 1943  | 9 juin 1944       | Generalmajor              | Ewald Kräber                          |
| 9 juin 1944       | 8 mai 1945        | Generalleutnant           | Josef von Radowitz (en)               |

## Composition
| 1942                                                                  | 1943                                                          |
| --------------------------------------------------------------------- | ------------------------------------------------------------- |
| - Panzer-Regiment 201                                                 | - Panzer-Regiment 23                                          |
| - Schützen-Brigade 23 - Schützen-Regiment 126 - Schützen-Regiment 128 | - Panzergrenadier-Regiment 126 - Panzergrenadier-Regiment 128 |
| - Kradschützen-Bataillon 23                                           |                                                               |
| - Aufklärungs-Abteilung 23                                            | - Panzer-Aufklärungs-Abteilung 23                             |
| - Artillerie-Regiment 128                                             | - Panzer-Artillerie-Regiment 128                              |
| - Panzerjäger-Abteilung 128                                           | - Panzerjäger-Abteilung 128                                   |
|                                                                       | - Heeres-Flak-Artillerie-Abteilung 278                        |
| - Feldersatz-Bataillon 128                                            | - Feldersatz-Bataillon 128                                    |
| - Panzer-Pionier-Bataillon 51                                         | - Panzer-Pionier-Bataillon 51                                 |
| - Nachrichten-Abteilung 128                                           | - Panzer-Nachrichten-Abteilung 128                            |
| - Versorgungstruppen 128                                              | - Panzer-Versorgungstruppen 128                               |

## Théâtres d'opérations
- Septembre 1941 – avril 1942 : création et formation de la 23. Panzer-Division
- Avril 1942 – août 1944 : front de l'Est
  - Août 1942 : la 23. Panzer-Division est envoyée sur le front du Caucase, dans le cadre de l’opération Edelweiss. Elle défend la rive nord du Baksan entre Terek et Naltchik.
  - 18 août : la division est à Novo-Poltavskoïe, puis à Baksan et bientôt à Pravourganski.
  - Le 26 août 1942, le Generalmajor Erwin Mack, commandant de la 23. Panzer-Division, est tué par un tir de mortier soviétique près de Novo-Poltavskoïe.
  - Mi-septembre : attaque des positions russes à Malgobek et Vosnessenskaïa (ru)
  - Le 21 septembre, la division est à Novo-Ivanovski, Maïski et  Kotliarevskaïa
  - Novembre 1942 : les forces allemandes arrivent à proximité d'Ordjonikidze, en direction de Grozny, et tentent sans succès de s'en emparer. Les soviétiques déclenchent une offensive sur le front du Terek où plusieurs unités du 3e corps blindé, dont la 23. Panzer-Division, sont menacées d'être isolées du reste des forces allemandes et battent en retraite en subissant de lourdes pertes.
  - Décembre 1942 : participation à l’opération Wintergewitter dans le LVII Panzer corps
- Juillet 1943 : fait partie de l'organigramme du XXIV. Panzerkorps, qui est gardé en réserve du Heeresgruppe Süd à l'arrière du Mious pour protéger les arrières de l'attaque sur Koursk. Dans ce cadre elle arrête l'attaque lancée le 17 juillet 1943 par le Front du sud sur le Mious en direction de Stalino, mais ne parvient pas à repousser les soviétiques sur leur base de départ, ce qui est fait ultérieurement par ou avec l'aide d'autres unités mobiles.
- Août 1944 – octobre 1944 : combats en Pologne
- Octobre 1944 – avril 1945 : combats en Hongrie
- Avril 1945 – mai 1945 : combats en Slovénie et en Autriche où elle est détruite par l’Armée rouge.
  - Début avril, la division combat à Klöch dans le District de Radkersburg en Autriche
  - Le 7 avril, la division est à Vashidegkút en Slovénie. Attaquée par l’Armée rouge, elle continue sa retraite par Weixelbaum – Oberpurkla – Radochen – Höhe dans le district de Radkersburg
  - Les débris de la division sont faits prisonniers au sud de Graz

## Récompenses
- 31 membres de la 23. Panzer-Division sont faits chevaliers de la Croix de fer.
- 2 membres reçoivent la croix de fer avec feuilles de chêne.

## Personnalités ayant servi au 23. Panzer-Division
- Prince Gustave de Sayn-Wittgenstein-Berlebourg, disparu sur le front de l'Est en 1944.